# Meámbar
Meámbar è un comune dell'Honduras facente parte del dipartimento di Comayagua.
Nel primo censimento del 1791 appare come parte del comune di Siguatepeque. mentre nella divisione amministrativa del 1889 risulta a capo di un distretto comprendente anche i comuni di La Libertad e Ojos de Agua.